# 小野美由紀
小野 美由紀（おの みゆき、1985年12月28日 - ）は、日本の作家。東京都出身。

## 経歴
桐朋学園小学校、成蹊中学校・高等学校を経て、慶應義塾大学文学部フランス文学専攻を卒業。
2015年2月、エッセイ集『傷口から人生。』（幻冬舎）でデビュー。
SF小説『ピュア』は早川書房発行の「SFマガジン」に掲載と同時にnoteで無料公開され、20万PVを獲得。早川書房「note」歴代アクセス数第1位を記録した。単行本は2020年度のセンス・オブ・ジェンダー賞最終候補作にノミネートされた。また、Apple Booksが選ぶ「2020年今年のベストブック」に選出された。
また同作は2023年イタリアでも翻訳出版された。
『ひかりのりゅう』『人生に疲れたらスペイン巡礼～飲み、食べ、歩く800キロの旅～』は韓国でも翻訳出版されている。
2024年7月、『路地裏のウォンビン』は台湾でも翻訳され、R18指定の日本BLとして出版された。
SFプロトタイパーとしても知られ、2023年には株式会社SFプロトタイピングをジャーナリストの佐々木俊尚氏と設立した。
2024年度より、フェリス女学院大学の非常勤講師に就任している。

## 著作
- ひかりのりゅう（2014年12月3日、絵本塾出版、ISBN 486484058X）
- 傷口から人生。メンヘラが就活して失敗したら生きるのが面白くなった（2015年2月10日、幻冬舎、ISBN 4344423046）
- 人生に疲れたらスペイン巡礼～飲み、食べ、歩く800キロの旅～（2015年7月16日、光文社）
- キョーレツがいっぱい（2016年6月24日、幻冬舎）
- メゾン刻の湯（2018年2月9日、ポプラ社、ISBN 4591156842）
- 小説でしか表現できない私たちの気持ち（2018年5月25日、幻冬舎、共著:はあちゅう）
- ピュア（2020年4月10日、早川書房、ISBN 4152099356）
- 路地裏のウォンビン（2021年7月、U-NEXT）
- わっしょい！妊婦（2023年7月1日、CCCメディアハウス）
- ビッグテックはなぜSF作家をコンサルにするのか（2024年9月30日、徳間書店、共著:佐々木俊尚）

## 脚本
- 京セラのYouTube CM『今は将来に入りますか』（2024年2月公開）[11][12]
- 雀魂5周年記念PV『変わらないもの』（2024年4月公開）[13]の脚本を手掛けた。

## 出演
番組
- ポリタスTV（YouTube、2023年9月7日）
- 「教えて！未来さん」（NHK、2021年7月13日）

雑誌掲載
- バービー×小野美由紀 対談「理解も支援も足りない…。切実な妊娠・出産のモヤモヤを考える」『Numero TOKYO（ヌメロ・トウキョウ）』2024年9月号掲載
- 『Harper's Bazaar』2024年3月号 “THE CHANGE MAKERS 新しい時代を築く才能たち” に選出